# Senička
Senička är en ort i Tjeckien.   Den ligger i regionen Olomouc, i den östra delen av landet, 200 km öster om huvudstaden Prag. Senička ligger 263 meter över havet och antalet invånare är 334.
Terrängen runt Senička är platt österut, men västerut är den kuperad. Terrängen runt Senička sluttar österut. Runt Senička är det ganska tätbefolkat, med 207 invånare per kvadratkilometer. Närmaste större samhälle är Olomouc, 14,6 km öster om Senička. Trakten runt Senička består till största delen av jordbruksmark.